# 閔世翔
閔世翔（1550年—？），字仲升，號鳳寰，浙江湖州府烏程縣織里鎮晟舍人，軍籍，祖籍山東兗州府濟寧州，明朝政治人物。

## 生平
萬曆七年（1579年）己卯科浙江鄉試第三十二名舉人，八年（1580年）庚辰科三甲第三十七名進士。都察院觀政，授江西安福縣知縣，十五年（1587年）升南京工部主事，二十年（1592年）升郎中，二十一年（1593年）出為福建邵武府知府，卒於官。

## 家族
曾祖閔蘭；祖父閔如椿；從祖父閔如霖，資善大夫南京禮部尚書，贈太子太保；父閔道鳴，字子業，嘉靖三十一年舉人，贈知縣。母沈氏。慈侍下。從兄閔一范（同科進士），兄閔世譽（左府都事）、閔世寵，弟閔世秩、閔世躍、閔世南、閔世魁、閔世禎、閔世藎，俱監生。